# Iuliu Hossu
Iuliu Hossu, romunski rimskokatoliški duhovnik, škof in kardinal, * 30. januar 1885, Milasul Mare, † 28. maj 1970, Bukarešta.

## Življenjepis
27. marca 1910 je prejel duhovniško posvečenje.
21. aprila 1917 je bil imenovan za škofa Gherle; 4. decembra istega leta je prejel škofovsko posvečenje.
28. aprila 1969 ga je Pavel VI. imenoval za kardinala in pectore, že čez eno leto, 28. maja 1970 pa je umrl.
Šele tri leta po njegovi smrti so na konzistoriju 5. marca 1973 javno razglasili njegovo kardinalsko imenovanje.
Junija 2019 ga je papež Frančišek beatificiral skupaj z več drugimi romunskimi unijatskimi duhovniki (med njimi je bilo skupaj z njim 7 škofov), ki so umrli v romunskih komunističnih ječah.